# Robert Van Eenaeme
Robert Van Eenaeme (Wondelgem, 27 augustus 1916 – Marche-en-Famenne, 8 maart 1959) was een Belgisch wielrenner. 
Hij won drie keer Gent-Wevelgem en is daarmee mede-recordhouder, naast latere grootheden Rik Van Looy, Eddy Merckx, Mario Cipollini en Tom Boonen.
Hij overleed op 42-jarige leeftijd ten gevolge van een verkeersongeval.

## Belangrijkste overwinningen
1936
- Gent-Wevelgem

1937
- Gent-Wevelgem

1940
- GP Dr. Eugeen Roggeman - Stekene

1942
- Kampioenschap van Vlaanderen

1945
- Gent-Wevelgem

## Resultaten in voornaamste wedstrijden
| Jaar | Gent-Wevelgem | Ronde van Vlaanderen | Parijs-Roubaix | Omloop Het Volk | Waalse Pijl |
| ---- | ------------- | -------------------- | -------------- | --------------- | ----------- |
| 1936 | Goud          |                      |                |                 |             |
| 1937 | Goud          |                      |                |                 |             |
| 1939 |               | 38e                  | 36e            |                 |             |
| 1942 |               | ↑                    |                |                 |             |
| 1945 | Goud          | 9e                   |                | Brons           | 21e         |
| 1949 |               |                      |                | 32e             |             |